# Hitoshi Ueki
Hitoshi Ueki (植木 等, Ueki Hitoshi) (25 décembre 1926 - 27 mars 2007) est un acteur, chanteur et musicien japonais dont la carrière au cinéma et à la télévision s'étend de 1960 à 1995,. Il a remporté au total six prix pour ses interprétations.

## Biographie
Ueki devient célèbre grâce au groupe de jazz comique Crazy Cats (en), mené par Hajime Hana (en). Ses plus grands rôles sont dans la série des Musekinin Otoko, dans le spectacle comique de variétés Shabondama Holiday, dans la série télévisée à heure de grande écoute Le Pendu, et dans dix des émissions TV de 2 heures Nagoya Yomeiri monogatari. Il apparaît dans le film de samouraï Ran d'Akira Kurosawa en 1985, et reçoit une nomination au Prix de l'académie japonaise pour Interprétation exceptionnelle d'un acteur dans un rôle secondaire. En 1978, il remporte ce prix pour son rôle dans Shukuji de Tomio Kuriyama. Sur scène, il joue Billy Flynn dans la comédie musicale Chicago.
De plus, Ueki est la voix japonaise de Roddy McDowall dans La Planète des singes.
Sa plus grande chanson avec Hana Hajime et les Crazy Cats, Sūdara-bushi, se hisse dans le top 10 de Oricon, et lui vaut d'apparaître dans l'émission télévisée musicale annuelle très populaire Kōhaku Uta Gassen de NHK.
Ueki reçoit la Médaille d'honneur (ruban pourpre) en 1993 et l'Ordre du Soleil levant (4e classe) en 1999.
Il est également le narrateur de la version japonaise de Tom et Jerry.
Actuellement, une nouvelle technologie est utilisée pour recréer sa voix avec le logiciel Vocaloid.

## Discographie

### Albums
- Hai, oyobi desu (ハイ、およびです, Salut, j'arrive?) (1966)
- Onna no sekai (女の世界, Le Monde des femmes?) (1971)
- Sūdara-Densetsu (スーダラ伝説, La légende de Sūdara?) (1990)
- Ueki Hitoshi, le concert (植木等ザ・コンサート, Hitoshi Ueki, Concerto?) (1991)
- Sūdara-Gaiden (スーダラ外伝, La légende de Sūdara, 2ème oartie?) (1992)
- Ueki Hitoshi teki ongaku (植木等的音楽, Musique de Hitoshi Ueki?) (1995)

## Filmographie partielle
- 1984 : The Crazy Family (逆噴射家族, Gyakufunsha kazoku?) de Gakuryū Ishii  : Yasukune Kobayashi
- 1985 : Ran (乱, Ran?) d'Akira Kurosawa : Nobuhiro Fujimaki
- 1986 : Jours de joie et de tristesse (新・喜びも悲しみも幾歳月, Shin yorokobimo kanashimimo ikutoshitsuki?) de Keisuke Kinoshita : Kunio